# 西德二郎
西德二郎（日语：／；1847年9月4日—1912年3月13日），是日本明治维新时期的外交官，受封男爵。

## 生平
1847年，出生于萨摩藩武士家庭。1870年，赴俄国彼得堡留学。
1874年，任日本驻巴黎公使。1880年，访问伊犁、西伯利亚、蒙古、上海。1881年，回到东京。1886年，任驻俄国、瑞典和挪威公使。1897年，任内阁外相。
1899年，任驻大清公使。1900年，义和团运动，被困在北京。1901年，卸任回国。1912年，去世。

## 亲属
儿子西竹一是日本骑兵军官，在1932年夏季奥运会上获得马术金牌，1945年在硫磺岛战役战死。